# 한상덕
한상덕(1944년 1월 10일 ~ )은 대한민국의 성우다. 1970년 DBS 성우로 입사했으며 언론통폐합으로 인하여 현재는 KBS 12기로 분류된다. 그의 아들은 같은 소속 방송사인 KBS 35기에 발탁된 성우 한복현이다.

## 학력
- 중앙대학교 연극영화학과

## 주요 출연 작품

### 애니메이션
※전체 출연작은 외부 링크를 참조
- 기동전함 나데카 (SBS) - 고트 / 실버
- 독수리 5형제 (1996년 방영/KBS) - 총통 엑스 / 켄페라
- 마법사의 아들 코리 (KBS) - 마왕
- 마법소녀 리나 (SBS) - 로디마스
- 사자왕 가오가이거 (KBS) - 아파치 / 골디맥 / 선장
- 원피스 (KBS) - 골드 로저 / 모건 대령
- 이상한 나라의 폴 (SBS) - 대마왕
- 전설의 용사 다간 (SBS)
- 초기동전설 다이나기가 (투니버스) - 소장
- 미키의 클럽하우스 - 피트
- 카우보이 비밥 (투니버스) - 고든 (3화)
- 타이의 대모험 (SBS) - 하드라
- 파워 퍼프 걸 (SBS)
- 요술망아지 브링크 (KBS) - 마왕
- 오리대장 꽉꽉 (SBS)
- 태극천자문 (KBS) - 가르니아 / 나레이션
- 하우스 오브 마우스 - 피트
- 유희왕 5D's (챔프) - 루드거
- 로빈 훗 (VIDEO) - 악어
- 마일로의 대모험 (KBS) - 머독
- 메가레인저 (SBS) - 뮤턴
- 파이팅! 대운동회 (SBS) - 그랜 올드만 교장 선생님
- 파닥파닥 비행선 (SBS) - 발자크
- 우주용사 버즈 (KBS)
- 오즈 탐험대 (SBS) - 피터
- 파워레인저 미라클포스 (챔프) - 몬스 드레이크
- 원탁의 삼총사 (KBS) - 아더왕
- 히트가이-J (애니원) - 제이
- 무적왕 트라이제논 (투니버스) - 해설
- 명탐정 코난 (투니버스) - 신고도
- 블리치 (투니버스) - 스승
- 음양대전기 (투니버스) - 해설
- 사무라이 참프루 (투니버스) - 관문관리1
- 몬스터 (투니버스) - 바텐더
- 닌자 거북이 2012 (니켈로디언) - 슈레더
- 로켓보이 (EBS) - 탑탑 박사
- 스타게이트 (EBS) - 다킬
- 디지몬 세이버즈 (대원방송) - 메탈팬터몬
- 디지몬 크로스워즈 (대원방송) - 데커드라몬, 메탈티라노몬
- 파워레인저 트레인포스 (대원방송) - 슈바르츠

### 극장용 애니메이션
- 구피 무비 - 피트
- 디즈니 삼총사 - 피트 대장
- 굿 다이노 - 부치
- 보물성 - 미스터 애로우
- 바이오니클 - 마쿠타
- 익스트림리 구피 무비 - 피트
- 코디와 생쥐 구조대 - 맥리치
- 곰이 되고 싶어요(KBS) - 아빠곰
- 뮬란(MOVIE) - 샨유
- 미녀와 야수(월트디즈니) - 아르크 박사
- 은하전설 테라 - 환마
- 알라딘과 도적의 왕(MOVIE) - 살록
- 더 자이언트
- 베르세르크 극장판(애니박스) - '불사신' 노스페라트 조드 / '갓 핸드' 보이드
- 신밧드: 7대양의 전설(KBS) - 케일
- 릴로 & 스티치 - 간투
- 라푼젤 - 경비 대장
- 명탐정 코난: 제로의 집행인 - 현병위
- 이모티: 더 무비 - 떵
- 원피스 스탬피드 - 로저

### 전담 성우
- 새뮤얼 L. 잭슨
  - 쥬라기 공원(KBS) - 레이 아놀드
  - 트리플 엑스(KBS) - 오거스터스 기븐스
  - 언브레이커블(KBS) - 일라이저
- 존 라이스 데이비스
  - 반지의 제왕: 반지 원정대(KBS) - 김리
  - 인디아나 존스: 잃어버린 성궤를 찾아서(KBS) - 살라
  - 화이트 히어로(KBS) - 자니
- 델로이 린도
  - 랜섬(SBS) - 론니 호킨스
  - 로미오 머스트 다이(SBS) - 아이작 오데이
  - 식스티 세컨즈(SBS) - 롤랜드 캐슬벡 형사
  - 이완 맥그리거의 인질(KBS) - 잭슨
  - 사하라(KBS) - 칼

### 영화
- 내 이름은 튜니티(KBS) - 밤비노(버드 스펜서)
  - 튜니티라 불러다오(KBS) - 밤 비노(버드 스펜서)
- 벤허(KBS) - 아랍족장(휴 그리피스)
- 트랜스포머2(KBS) - 제트 파이어(존 터투로) / 폴른(토니 토드)
- 라스트 액션 히어로(SBS) - 존 프랙티스(F. 머레이 에이브라함)
- 징기스칸(SBS) - 쿨루
- 매트릭스(SBS) - 도저(앤서니 레이 파커)
- 델타 포스(KBS) - 스콧 매코이(척 노리스)
- 탱고(SBS) - 안젤로(후안 루이스 갈리아르도)
- 유니버셜 솔져(SBS) - 대령(에드 오로스)
- 블레이드(SBS) - 아브라함 휘슬러(크리스 크리스토퍼슨)
- 대부 3(SBS) - 카인직(헬무트 베르거) / 무스카(마리오 도나토네) / 마피아(카민 카리디)
- 샤베르대령(SBS) - 페로 백작(앙드레 뒤솔리에)
- 천녀유혼 2(SBS) - 죄수(곡봉)
- 스타 워즈 에피소드 1: 보이지 않는 위험(KBS) - 보스나스(브라이언 블레스트) / 하코(제롬 블레이크) / 해설
- 킬 빌(SBS) - 하토리 한조(치바 신이치)
- 리쎌 웨폰 3(SBS)
- 콜래트럴 데미지(SBS) - 브랜트의 동료 요원(로드리고 브레곤)
- 빅(SBS)
- 테일러 오브 파나마(SBS) - 도밍고(마크 마걸리스)
- 프릭스(SBS) - 웨이드(레온 리피)
- 히 갓 게임(SBS)
- 맥시멈 리스크(SBS)
- 퍼펙트 머더(SBS) - 모하메드(데이비드 수체드)
- 체인 리액션(SBS)
- 솔저(SBS) - 처치(게리 부시)
- 터미네이터2(SBS)
- 그래도 베니스가 좋다(SBS)
- 컨스피러시(SBS) - 국장, 소방관
- 화성침공(SBS)
- 미션(SBS) - 카베사(척 로)
- 매드 맥스(KBS) - 피피(로저 워드)
- 레옹(KBS, SBS) - 토니(대니 엘로)
- 사선에서(KBS) - 사전트(프레드 돌턴 톰슨)
- 프로젝트 A(KBS) - 장삼(한의생) / 경찰청장
- 진주 귀걸이를 한 소녀(KBS) - 반 루이벤(톰 윌킨슨)
- 나쁜 녀석들(KBS) - 푸쉐(체키 카리오)
- 풀 몬티(KBS) - 호스(폴 바버)
- 비상근무(KBS) - 바니(아서 J. 나스카렐라)
- 헤라클레스(KBS)
- 행복을 파는 기계(KBS) - 클랑조(오슨 웰스)
- 웰컴 미스터 맥도날드(KBS) - 이노우에(히로세 미쓰토시)
- 보이즈 게임 (KBS) - 조지 (대니 글러버)
- 일 포스티노(KBS, SBS) - 우체국장(KBS)/조르조(SBS)
- 아더와 미니모이(KBS) - 추장(진 비조테 니암바)
- 바그다드 카페(KBS) - 루디 콕스(잭 팰런스)
- 비바 라스베이거스(KBS)
- 셰인(KBS)
- 블룸 형제 사기단(KBS) - 다이아몬드 도그(막시밀리안 셸) /  해설(리키 제이)
- 왕자와 거지(KBS) - 톰의 아버지(어니스트 보그나인)
- 드리머(KBS) - 팝 크레인(크리스 크리스토퍼슨)
- 파이터(KBS) - 자스민 아버지
- 양가휘의 굿바이 차이나(KBS) - 심의관
- 동방불패2(KBS)
- 에일리언 2(KBS) - 상사(알 메튜스)
- 조지 오브 정글(KBS)
- 브레이브 하트(KBS) - 해비쉬(브렌던 글리슨)
- 스트리트 파이터(KBS)
- 데스페라도(KBS)
- 밀리언 달러 호텔(KBS) - 스틱스(콘라드 로버츠)
- 초콜릿(KBS) - 알퐁스(론 쿡)
- 13번째 전사 (KBS) - 전사 (아스뵨 리스)
- 아름다운 시절(KBS) - 요나스(포울 클레멘센)
- 바이 바이 러브(KBS) - 타운멘드(롭 라이너)
- 페이지 마스터(KBS)
- 웨이트 오브 워터(KBS) - 와그너(시아란 힌즈)
- 엑시스텐즈(KBS) - 네이터(로버트 A. 실버먼)
- 스몰 솔저(KBS)
- 닥터 지바고(86년 더빙판/KBS)-코마로프스키(로드 스타이거)
- 사랑의 마을 에버우드(EBS) - 윌
- 폭풍탈주(KBS) - 미스트 클린(짐 매니아시)
- 디파티드(KBS) - 프렌치(레이 윈스톤)
- 파워레인저 미라클포스 : 돌아온 파워레인저 미라클포스 - 혹성의 몬스 드레이크
- 콘택트 (KBS) - 데이빗(톰 스커릿)
- 단테스 피크(SBS)
- 캐치 미 이프 유 캔(KBS) - 로저(마틴 신)
- 로켓 맨(KBS)
- 버디(KBS) - 알의 아버지(샌디 바론)
- 도시의 블루스(KBS) - 엘로이(스티브 프롬홀즈)
- 용형호제(KBS) - 만물교 교주(켄 보일)
- 미드나이트 런(KBS)
- 프리즌(영어판)(KBS) - 라이노(스테판 E. 리틀)
- 레드 히트(SBS)
- 7인의 독수리(KBS)
- 로마의 휴일(88년 더빙판/KBS)
- 최후의 탈출(SBS) - 펠런(제럴드 맥레이니)
- 응징자(KBS) - 버코비츠(루이스 고셋 주니어)
- 라이언하트(KBS) - 군인(보요 고릭)
- 바다의 지배자(KBS) - 헨리(레어드 크레거)
- 007 위기일발(KBS) - 블로펠드(안토니 도슨)
- 007 썬더볼 작전(KBS) - 블로펠드(안토니 도슨)
- 의천도룡기 (KBS) - 녹장군(양가인)
- 코 끝에 걸린 사나이(SBS) - 그레이니(존 케이포다이스)
- 노 머시(SBS) - 스템코브스키(조지 준드저)
- 스트라이킹 디스턴스(KBS) - 데틸로(데니스 파리나)
- 어니스트: 유령 퇴치 작전(KBS) - 톰(존 카든헤드)
- 스쿠비 두(SBS) - 누쿨 타우나(스티븐 그리브스) / 스미더스(니컬러스 호프)
- 공주는 못말려(SBS) - 왕(마리오 아도프)
- 듄(SBS) - 하코넨 남작(케네스 맥밀란)
- 특공대작전(KBS) - 라이스맨(리 마빈)
- 브로큰 애로우(SBS)

### 외화
- 넘버스(SBS) - 앨런(주드 허쉬) 역
- 찰리 제이드(KBS) - 크로그 역
- 슈퍼소년 앤드류(KBS)
- 전쟁과 추억(KBS) - 롬멜(하디 크뤼거)
- 천사의 미소(KBS) - 마크 고든(빅터 프렌치)
- 칠협오의(SBS) - 포청천 역
- 로스트(KBS) - 톰 프렌들리(M.C. 게이니)
- 스티븐 킹의 킹덤(KBS) - 해설 역
- 한나의 선택(KBS) - 폰 스타인 역
- 태스크포스캅(텔레노벨라) - 카에타노 역
- 대마법사 멀린(KBS) - 보리스 경(로저 애쉬톤 그리피스) / 마운틴 왕(제임스 얼 존스)

### 게임
- 월드 오브 워크래프트 - 오크 남성, 타우렌 남성
- 헤일로2 - 반란군 지도자(세사 라퓨미)
- 스타크래프트 II - 타우렌 우주 해병
- 건담전기 - 란바 랄, 미하일 카민스키

### 방송
- 대구MBC 10대 기획(대구MBC)

### 예고
- 근육맨(VIDEO)
- 심야괴담회(MBC)

### 광고
- 아모레퍼시픽 (리도선물세트, 타타르치약, 설록차, 빨래박사, 고려왕 드링크, 만유, 파낙스디, 탁틴 등)
- SPC삼립 (퍼모스트)(성우:이선영)
- 기린 - 쌀로별
- 신송식품 (신송간장)
- 일성신약 (캐시딘)
- 삼성카드 (삼성위너스카드)
- 동원F&B (슬라이스치즈,참치엑젓골드)
- (주)아싸 (아싸노래연주기)
- 영일약품 (메모비스)(성우:권희덕)
- 한국로슈 (수프라딘)
- 한성기업 (한성게맛살,한성젓갈)
- 태창 (빅맨)
- 한일양행 (한금탕)
- 깨끗한나라 (루키화장지)
- JW중외제약 (베스디틴,복합아루사루민,화콜)
- 중외산업 (레덱스)
- 레이디가구 (레스토닉침대)
- 기아자동차 (그랜토,1톤디젤,타우너,봉고)
- 서울증권(현 유진투자증권)
- 경동나비엔 (경동따르릉보일러, 스텐레인스보일러, 경동FF보일러, 경동터보가스보일러)
- 애경산업 (트리오, 동의생금치약, 솔라트리오)
- LS산전 (금성디스포자)
- 영진약품 (멘탁스)
- 정식품 (베지밀)
- 현대자동차 (마르샤, 소나타, 스쿠프, 엑셀밴, 포터, 포니2, 소나타 택시, 현대트럭)
- 세정그룹 (인디안,마란떼)
- 대상 (쇠고기감치미,순창고추장,미원김)
- 팜젠사이언스 (네프리스,노카르돈,미가펜)
- 수협
- 농협(현 축협)
- 신용협동조합
- 고려제약 (제로비탈,하벤)
- 대도실업 (스트리트 파이터 2)
- 우림완구 (하이디)
- 유한킴벌리 (크린베베슬림)
- 레고코리아 (레고시리즈)
- SK케미칼 (엘코크,타마렌,트라스트패취)
- 김정문알로에(성우:박윤아)
- 명문제약 (키미테)
- 신세계백화점(성우:권희덕)
- 하나카드 (비자카드)
- 제우교역 (아디디스)
- 디앤액트(화승, 르까프)
- 대우로얄피아노
- 삼호F&B (삼호게맛살, 삼호어묵, 삼호멸치액젓)
- 안국약품 (젠타론, 포엘, 토비콤, 투수코친)
- 애너자이저코리아 (에버레디)
- 금강제화 (랜드로바,비제바노, 금강제화상품권, 리차드)
- 하원제약 (세라핀) (성우:권희덕)
- 삼익제약 (키디,흑정환)
- 명인제약 (모아겐, 이가탄)
- 삼일제약 (부루펜, 그래칼, 엑티피드)
- 한국화장품 (스피클 등)
- KB국민카드
- 공익광고협의회(저축으로 풍요로운 내일을, 우리아빠, 손잡기-신뢰사회, 진짜질서, 돈-저축편, 면학편, 길편, 간첩신고, 바른 말 고운 말, 산쓰레기, 안전제일의 생활화, 헌혈, 음주운전, 쾌적한 환경, 소비자권리, 무관심, 늦지 않았습니다, 제14대대통령선거)
- 문화체육관광부 (문화부,공보처)
- 건일제약 (비오플)
- KT
- 한국전화번호부 (슈퍼페이지 등)
- SK하이닉스 (아트폰, 무선전화기, 올림푸스카메라, CD비전 등)
- 서울우유 (인삼우유)
- 유한양행 (유노, 타가메트, 그랑페롤, 생위천, 삐콤씨, 폰탈, 디프로겐타, 리카바, 어린이폰탈시럽, 유코판, 맥생, 콘택600, 원방우황청심원, 알마겔, 오랄비, 젠텔)
- 유니베라 (남양알로에) (성우:권희덕)
- 헨켈홈케어코리아 (홈키파, 홈키파엑센, 홈매트, 컴배트, 개미용컴배트, 컴배트골드)
- 유한크로락스 (유한락스, 펑크린, 오색크린)
- 유한킴벌리 (하기스)
- LG생활건강 (암브탈, 복합씨피엑스, 럭키스타치약, 드봉캐릭터, 하이타이,홈스타, 농축소프린50,락스,캐릭터 화인 등)
- 반포골프백화점
- 에이스침대 (실리침대)
- 맨담코리아 (맨담가스비)
- 조광페인트
- 대진침대 (썰타침대)
- 애경산업 (동의생금치약,솔라트리오,트리오)
- 동국제약 (뉴메피놀,마데카솔,인사돌)
- 맥도날드 (상하이 스파이스버거, 이탈리아버거 등)
- BYC (에어메리, 모시메리 등)
- LX하우시스 (민속장판, 하이샤시, 럭스트롱 등)
- 현대L&C (홈샤시,골드스트롱,UV륨)
- 휴온스 (니조랄)
- 한국얀센 (후루버말,타이레놀 등)
- 레드불
- 영남저축은행
- 삼성물산 (위크엔드, 버킹검, 갤럭시, 골덴카페트)
- 대도제약 (아토실,용심)
- 신송식품 (신송간장)
- 제우교역 (아디다스)
- 대신증권
- 대웅제약 (롱매트킬라, 우루사, 복합우루사, 헤모큐, 미란타, 베아제, 지미코프,콜킹,쿠울펜 등)
- 현대약품 (단졸, 미에로화이바, 시노카, 헤모콘틴, 현대물파스, 사르나로오숀)
- 보령제약 (겔포스,용각산,구심,아데나씨 등)
- 삼성전자 (미놀타,이코노TV,퍼스컴 등)
- LG전자 (하이테크,미라클,카메라,카메라G7 등)
- 천호식품 (달팽이액기스)
- 건영
- 대일화학 (대일시프, 나리손, 대일시프그린, 대일샘파스, 대일파스, 한방여성모, 빠삐자기방, 자미펜)
- 옥시레킷벤키저 (물먹는 하마, 옥시크린, 파워크린, 냄새먹는 하마, 옥시크린 싹싹 등)
- SKC (세계속의 우리상표, 해리슨 포드의 도망자 등)
- 대우자동차 (맵시나,에스페로,프린스 등)
- 위니아전자 (로얄칼라TV,텔런트VTR,IC냉장고,IC냉장고22,봉 세탁기,안전가스렌지,대우VTR,베타로얄VTR,셀프냉장고,대우마이컴가스보일러,아이큐슈퍼컴퓨터,수퍼비전프로TV 등)
- 솔트
- 삼진제약 (게보린, 로제톤, 메픽스)
- 제일헬스사이언스 (노엘, 사니크린, 제일파프, 포리감마론, 케펜텍)
- 한국야쿠르트(1981~2001) (야쿠르트, 헬리코박터 프로젝트 윌)
- 광동제약 (운지천, 광동 우황청심원, 진광탕, 광동장원, 경옥고드링크, 광동탕, 생록수, 광쌍탕F 등)
- 삼성제약 (디판토, 에프킬라, 에프킬라F, 한방파루산, 까스명수, 약수표 마시는 우황청심원, 까스청수, 쓸기담 등)
- 에스콰이아 (1983년 제작 허시파피 영에이지)
- 미래에셋증권
- 동아제약 (조선무약) (가그린, 써큐란, 비오자임, 판피린에스, 미니막스, 판피린 에프, 멕소롱, 암씨롱, 하노백, 가스터, 한삼디, 미니막스,해정), 솔표 브랜드 (솔표 우황청심원, 위청수, 솔감탕, 카보명수, 솔청수 등)
- 농심 (1983~2001)(너구리, 느타리라면, 사리곰탕면, 신라면, 안성탕면, V8주스, 새우깡, 새우안성탕면, 장터라면, 콩라면, 농심큰사발, 신라면큰사발 등)
- 농심켈로그 (콘푸로스트, 콘푸레이크)
- 동성제약 (정로환, 세븐에이트, 지놀타, 흑채스프레이, 오리리커버마크화장품, 바이락토, 비오킬, 안중산, 파스탄, 탓치네스 등)
- 한일양행 (쌍금탕,한금탕 등)
- 오리온 (다이제)
- 한일스텐레스
- 한국닌텐도 (와리오 랜드 쉐이킹)
- 한독 (태평양제약) (오스칼, 레토졸, 다가, 훼스탈, 포그린, 포르테, 훼스탈, 엣센샬, 포그린, 마게날F, 브론덱, 스코라겐크림, 스노얀크림, 하이비날S, 녹삼봉, 펄칼크 등)
- 에이프로젠제약 (청계약품, 건풍제약) (포룡액, 올시펜, 쿨탑S, 미아리산아이지 등)
- 익수제약 (고호환)
- 롯데칠성음료 (베리라인골드, 백화수복, 백화선물세트, 델몬트 파인애플주스, 비비콜)
- 한미약품 (토리잘, 쎄쎄, 텐텐, 에코론지, 이부서스펜시럽, 메디락비타, 메디락베베, 암브로콜, 이오일 등)
- 알보젠코리아 (한국센트랄제약, 근화제약) (로레이드, 알카셀처)
- 본투킬
- 중천
- gp506
- 한샘
- 알루코 (동양강철)
- 300
- 미이라
- 국제약품 (고프레티엘, 맥스톤, 카밀레)
- 한국타이어앤테크놀로지 (블랙버드, 스터트레스908, 오로라 818, 옵티모클래식 등)
- 무등양말
- 글락소스미스클라인(한스제약, 한국글락소, 노바티스, 한국화이자제약) (오돌, 까스파파, 오트리빈, 잔탁, 파로돈탁스, 스트레스탑스, 마터나, 센트룸 등)
- 부광약품 (로취큐,안티프라그,타코나S)
- 동화약품 (1976~2002)(활원, 헬민, 헬민200, 부채표 우황청심원, 위쿨, 까스활명수큐, 알파활명수, 후시딘, 판콜에이, 판콜에스, 판콜, 까스활명수, 메라롭, 화이투벤 등)
- 한국신약 (청심환)
- 베스트키드
- 킬러스
- 도레이케미칼 (제일합섬, 새한그룹, 웅진케미칼)
- 투캅스 3
- 튜브
- 강력3반
- 앨빈과 슈퍼밴드
- 일양약품 (영비천, 생단액, 생단액S, 디세텔, 아진탈 포르테, 노루모, 원비F, 원비디, 영비천S, 아스마에취, 애시드린, 노이시린A겔 등)
- 방탄승
- GC녹십자 (제놀, 데놀)
- 레드
- 삼성물산 (에스에스패션, 에스에스스포츠, 버킹검, 골덴텍스 등)
- 파이트클럽
- 신풍제약 (로시덴, 바이헬파, 디스토시드, 바로코민, 명심)
- 경남제약 (미놀, 그렌트, 칼로스)
- KG모빌리티 (쌍용 무쏘, 이스타나, 체어맨, 신할부제도)
- 삼아제약 (노마 골드)
- 다음세계상조
- 가디언의 전설
- 대우통신 (프로엘리트, 유니팩스, 유니폰, 프로마스터, 프로컴퓨터)
- 새한제약 (피크니에프,스토파)
- 종근당 (1982~2001) (옥산콤, 아스테롤연고, 제리아톤, 펜잘, 제스탄, 속청, 생력, 자황)
- 삼양식품 (삼양식용유, 대관령 콘칩, 금탑삼양라면)
- 한국후지필름
- 한국베링거인겔하임
- 바이엘코리아(한국바이엘약품) (탈시드, 바이엘아스피린어린이용, 카네스텐)
- 사조대림 (사조로하이참치, 대림선어묵, 해표식용유, 해표선물세트)
- 사조오양 (오양맛살, 오양맛살선물세트, 오양참치, 남부햄)
- 롯데웰푸드 (롯데햄, 롯데삼강, 롯데푸드,롯데제과) (런치햄, 사라다소세지, 로스팜, 정통돈까스, 알뜰돈까스,직화구이햄, 핑크소세지, 햄터치,김밥속햄,켄터키핫도그, 켄터키비엔나, 구구크러스터, 노타임껌, 빼빼로, 후라보노껌, 물총차)(치토스) - 체스터 더 치타 (빙하시대 커피맛, 죠스바, 메가톤바, 노 스트레스껌)
- 나니아 연대기 새벽출정호의 향해
- 해리포터와 아즈카반의 죄수
- 이클립스
- 쉬크
- 해리포터와 죽음의 성물
- 앨빈과 슈퍼밴드
- 보해양조 (매취순, 보해소주)
- 동아오츠카 (로얄디, 화이브미니, 썬듀)
- 타운
- 셍텀
- 칠검
- 닌자 어쌔신
- 광덕신약 (오디코디)
- 언노운
- 월드 인베이젼
- 해리포터와 비밀의 방
- 해리포터와 아즈카반의 죄수
- 나는 전설이다
- 수
- 그린 랜턴
- 황후화
- 해프닝
- 스피드 레이서
- 2011 서울모터쇼
- 오쿠
- X파일 - 나는 믿고싶다
- OCI (델타네트, 라운드업, 벤레이트, 빔, 상머슴, 포도대장, 훼나리)
- 해태제과식품 (큐라큐라,큐빅스,고향만두)
- 쌍방울 (모시메리,뉴인나)
- 삼화 (타이거)
- 구주제약 (만금고, 복합LC500)
- 점박이 - 한반도의 공룡 3D
- HK이노엔 (산그린,투벤시럽캅셀, 식카린S, 프로헤파룸골드,바이쓰리)
- CJ제일제당 (다시다, 멸치다시다, 게토레이, 홍삼원 등)
- 오뚜기 (마요네스, 마아가린 외)(구,청보식품의 라면제품) (열라면, 영라면, 새우야, 곱배기라면, 아줌마라면)
- 동방제약 (징코민)
- LG상사 (남성캐주얼, 남성복)
- 일동제약 (인도펜, 헬파, 큐란, 아로나민골드, 케노펜겔)
- 하이트진로 (위스키로얄, 길벗올드)
- 인켈
- 동서식품 (프리마, 호올스, 동서벌꿀)
- SK그룹
- SBS 프로덕션 비디오
- 일화 (일화쌍화탕, 진생엎, 일화생수, 맥콜, 아크라톤, 천연사이다, 맥캔레이, 삼정톤, 열쌍탕, 너트밀, 진생골드)
- 세방전지 (로케트MF밧데리)
- 귀뚜라미보일러 (귀뚜라미 가스보일러)
- 노스웨스트 오리엔트 항공
- 아시아나항공 (새로운 민항편과 같은 초기 당시 CF)
- 샤인화학 (샤인샤시)

### 지역광고
- 경주법주 - 경주
- 무학소주 - 마산
- 금복주 - 대구
- 몽고간장 - 마산
- 경농 (바로매, 아프로밧사, 트리달엠, 키타진, 사란, 바스타, 노몰트, 포룸만, 주먹탄점보제) - 대구
- 삼화식품 - 대구
- 태화식품 - 부산
- 진미식품 - 대전
- 농성가든 - 광주
- 동화주택 - 대구
- 부산백화점 - 부산
- 조흥상호신용금고 - 부산
- 청주시 (청원생명쌀) - 청주

## 명대사
- "옛날 어린이들은 호환, 마마, 전쟁 등이 가장 무서운 재앙이었으나 현대 어린이들은 무분별한 불량·불법 비디오를 시청함으로써 비행 청소년이 되는 무서운 결과를 초래하게 됩니다. 한편의 비디오, 사람의 미래를 바꾸어 놓을 수도 있습니다." (1980년대와 1990년대 대한민국의 어린이용 VHS 비디오의 첫머리에 나오던 대사)
- "자연 속에 내가 있다. 운지! 자연에서 찾는다. 운지! 마시자, 운지버섯 드링크! 운지천!" (광동제약 운지천 광고에 등장하는 대사)
- "언젠간 먹고 말거야!" (치토스 광고에 등장하는 치타인 체스터의 대사)

## 같이 보기
- 한국방송 성우극회
- 이광세
- 김종성